# 朝鲜民主主义人民共和国人权状况调查委员会报告
《朝鲜民主主义人民共和国人权状况调查委员会报告》（英語：Report of the Commission of Inquiry on Human Rights in the Democratic People's Republic of Korea）是联合国人权理事会在2013年委托对于朝鮮民主主義人民共和國人權调查后总结出的里程碑式文件，并于2014年完成。
报告调查结果判断朝鮮民主主義人民共和國政治制度系统化地系统地侵犯了一系列人权，包括：思想自由、言论自由、宗教自由，不受歧视的自由，迁徙和居住的自由，以及享受基本食物的权利。
此外，委员会证实还反映朝鲜政府犯下危害人类罪，显然未能履行其国家的“保护责任”。 这些危害人类罪包括“灭绝，谋杀，奴役，拷问，酷刑，强奸，强制堕胎和其它性暴力，政治、宗教、种族和性别迫害，强迫人员和故意造成长时间饥饿的的不人道行为。” 根据报告中的调查结果，联合国大会在2014年通过了第69/188号决议，谴责对人权的侵犯行为，并要求联合国安理会将此情况提交国际刑事法院。同年，联合国安理会第一次召开了针对朝鲜人权问题召开会议，但没有通过任何决议。

## 历史

### 背景简介
自2003年以来，联合国大会和联合国人权理事会已经多次通过决议以表达对北韓人权问题的担忧。
联合国人权委员会（联合国人权理事会前身）于2014年开始任命北韓人权特别报告员，并每年提交人权报告。但北韓拒绝配合这项调查。此外，在2009年，北韓政府第一个宣布不接受普遍定期审议中所有（经由联合国人权理事会和联合国成员做出的人权审议）167条建议。特别报告员和联合国人权事务高级专员都公开谴责严重违法问题，人权事务高级专员更指出北韓的人权状况是“世界上最差的”。

### 亟待解决
特别报告员，与一名助手一起，在其年度报告中指出“有建立具有适当资源调查机制的需要，“并借此可以更全面地量化和指出证明违反国际法的行为，令肇事者或侵权行为者为其行为负责，并建议有效的国际行动。”这个请求在2012年得到了179名脱北者的回应，他们致信许多国家的外交部长，呼吁他们建立调查委员会。全球四十多个人权组织和立法者都支持这一想法。此举的目的是将国际焦点从北韓核问题扩大到人权问题。

## 委员会

### 授权
由47个国家组成的联合国人权理事会 根据2013年3月21日通过的第22/13号决议成立了北韓人权状况调查委员会。”没有理事会成员要求对决议进行投票表决，创造了首次在无反对的情况下通过某项决议成立委员的历史。
这次项决议由欧盟和日本提案，并得到美国的支持。由于当时理事会中没有中国和俄罗斯的投票，北韓没有得到任何支持反对此项调查。
调查委员会由3名无偿工作的专家组成：迈克尔·科比（主席，澳大利亚），马祖基·达鲁斯曼（现任北韓人权状况特别报告员，印度尼西亚），以及宋佳·毕塞尔科（塞尔维亚）。 这个小组得到了人权高级专员提供的9名人权专家的支持。这个委员会的职责是调查“北韓系统、普遍以及严重的人权亵渎”。
尤其包括对以下9个方面的侵犯：
1. 食物权
2. 监狱集中营
3. 酷刑和不人道待遇
4. 任意逮捕和拘留
5. 基本人权和基本自由的歧视
6. 言论自由
7. 生命权
8. 个人迁徙自由
9. 强迫失踪和绑架其他国家公民

这次调查应实行三个互相关联的目的：进一步调查侵犯人权的情况；收集和记录受害者的证词；以及追究危害人类罪的责任。

### 结果
委员会调查报告于2014年2月7日向公众公开。 它是被评为“对北韓人权问题最权威的分析，”  “非常详细和全面，” 以及将公众关注重心从核问题转移到人权问题上，更被称为一份具有“地标性”和“开拓性”的报告。
此调查委员会总结出北韓政府对它自己的人民做出大规模“难以言表的暴行，” 并且“大规模、系统化和严重地”犯下足以成为危害人类罪的侵权行为。调查委员会主席称这些暴行与纳粹德国在第二次世界大战中犯下的罪行“相差无几。” 罪行包括处决、奴役、挨饿、强奸和强迫堕胎。
根据COI的调查结果， 联合国人权委员会于2014年3月26日通过了一项决议（30赞成，6反对，11弃权），敦促大会将这些结果反映给联合国安理会，并让安理会采取相关措施, 包括将案件呈给国际国际刑事法院。   

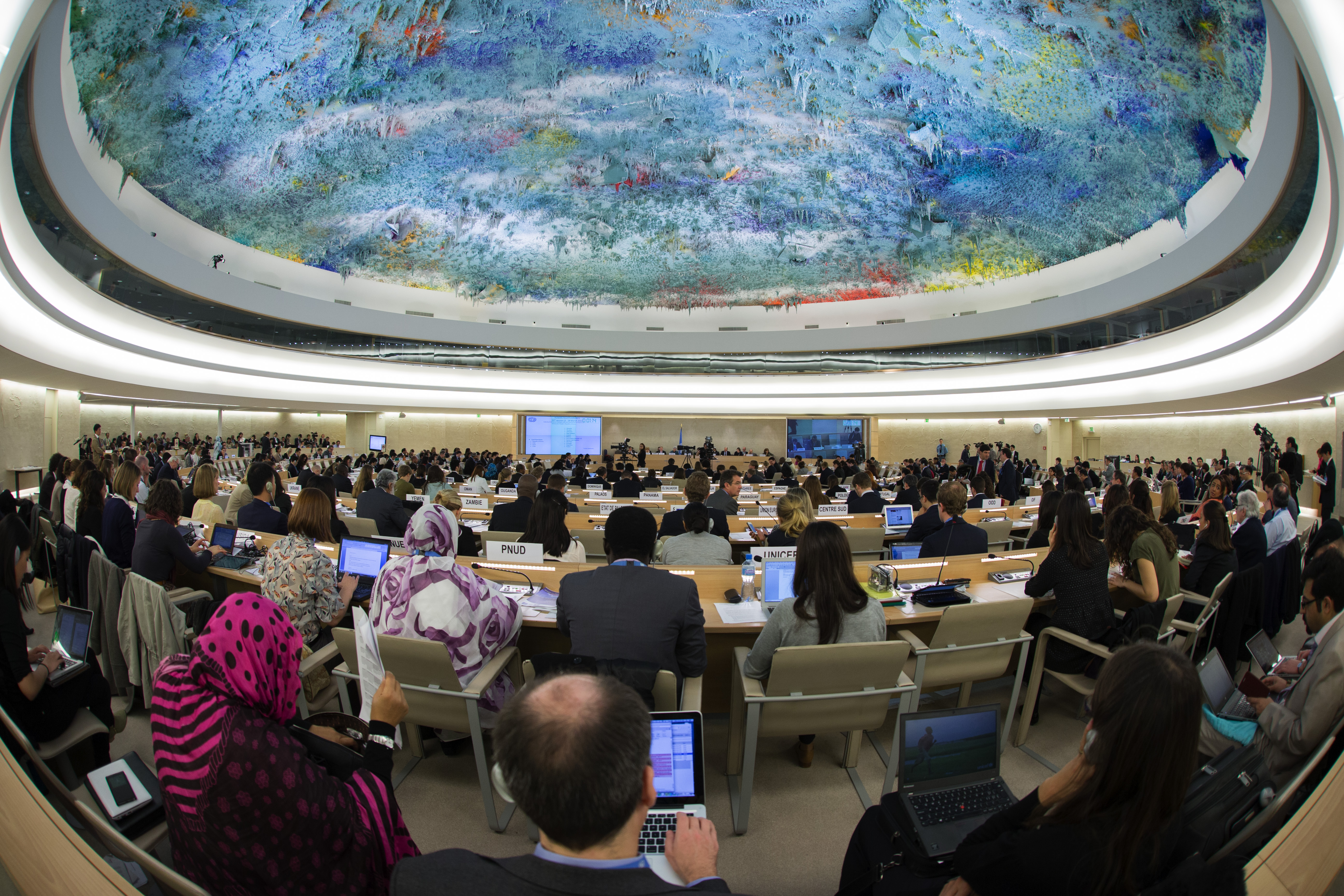
联合国人权委员会：北韓人权状况调查委员会报告介绍

2014年4月17日，联合国安理会成员召为讨论下一步举措而召开了非正式会议。这次会议不但召开得十分顺利，也是关于北韓人权问题展开的第一次会议。  中国和俄罗斯没有参加。 
2014年12月18日，联合国大会通过了几项决议（包括第69/188号；  116个赞成，20个反对，53个弃权）谴责国家支持的人权亵渎，并敦促安理会将该报告提交国际刑事法庭。      
2014年12月22日，安理会为评估调查委员会的报告而这是召开了第一个关于北韓人权问题的正式会议。中国反对此次会议的召开，使得安理会8年以来第一次采取了不寻常的程序投票机制来决定是否应该举行此次会议。只有俄罗斯支持中国。因为程序投票中不允许否决， 所以尽管有反对意见，会议仍如期举行，不过，中国还是可以用它的否决权阻止安理会将这份决议呈给国际刑事法庭，使得这份决议难以被通过。        
2015年12月，美国将“北韓人权侵犯行为”列入了常任联合国安理会议程，使这个事项在将来的议程中反复出现。中国（连同安哥拉，俄罗斯，和委内瑞拉）再次反对了这个议案，声称人权问题不在安理会的讨论范围内。中国也因为这样组织了一次程序投票，最后反对失败。     
2015年12月，联合国人权事务高级专员扎伊德·拉阿德·侯赛因于伦敦督促安理会将北韓人权议案呈交于国际刑事法庭处理。
2017年，联合国人权委员会采取决议授权刑事司法专家采用战略手段起诉北韓的侵权行为。此外，它还授权建立一个中央资料库，搜集用于起诉的资料。但实际检控情况仍处于未知。 

## 报告总结

### 侵权

#### 思想，言论，宗教
- 国家的思想垄断：从出生起，公民便受到确立党的唯一思想体系十大原则影响、北韓官方思想宣传和强制宣传金氏家族的个人崇拜，培养对最高领导人的绝对服从。所有年龄段的公民都被要求参与以灌输为目的的活动，其中包括自我批评会议。所有教育都直接或间接地巩固了国家教条。政府监视渗透于公民私人生活的每个层面以确保没有持不同政见者；国家不同政府部门以及公民警察本身也会举报彼此。

- 杜绝不同思想和竞争组织：所有的社会活动都被朝鲜劳动党控制；真正独立的民间社会组织并不存在。只有经历过审核的国家控制的媒体为合法媒体。接收外界信息和媒体会受到惩罚。外国记者几乎没有访问权限，只能参观预先特定场所，并且在采访时也只能得到准备好的答案。宗教也被禁止，因为它被视为一个从思想上挑战个人崇拜和为社会提供了活动平台的机会。[15]

- 严酷执行：任何与国家政策相悖的行为（甚至是记者对国家领袖姓名的错误拼写或者无意玷污领导人的形象）都会带来歧视、暴力、监禁、虐待，以及处决。多数情况下，这些惩罚会殃及受罚者的家庭。[15]

- 改变—外国媒体的流入：即使有严厉的打击，市场力量的加强和信息技术的进步使得来自国外的信息和媒体越来越多地进入北韓。虽然历史上公众抗议很少见并受到严厉惩罚，但在2000年代后期出现了一些集体示威要求政府改善经济状况。[15]

#### 歧视
- 政府的社会等级政策：政府支持建设严格按照等级划分的社会，并针对不同的社会层级进行官方歧视。一个公民的人生的成功和能享受的政府服务都取决于政府指定的社会阶层（songbun）。每个公民和家庭的等级取决于政府机构对他们对国家领导人思想忠诚度的评断。歧视表现在地域隔离、职业、形式责罚，和所获食物、住房、医疗和教育。一个家庭的社会阶层（songbun）会被后代继承，并且政府采取共同责任和集体惩罚的制度。每个人的身份都被记录在一个注册系统中，并且当事人看不到这份记录。最低等级包括的群体有昔日富裕的工业家、所谓的间谍、天主教徒、佛教徒，以及南韩的战俘。[15]

- 女性歧视：对自由言论和结社的完全封杀使得本就不平等的女性社会地位更加恶化。粮食短缺和性别歧视使得一些妇女尤其脆弱。这个男性支配的国家既掠夺经济上富余的妇女，也掠夺边缘化的妇女，使得她们遭受贿赂、性侵犯和性别暴力等对待。受害者不受政府保护，也无法寻求法律公正。结构性问题也是导致北韓逃往中国的女性高人口贩卖率的主要原因。[15]

- 变化—基础市场贸易的浮现：在1990年代苦难的行军之前，财富和成功机会只从政治权利中心的流向一些特权阶层。然而，尽管在政府的严格限制下，1990年代的经济崩塌及在信息技术影响下还是促使了一个基础市场经济的形成。这些市场是社会经济变革的力量，减少了社会阶层在部分人口中的影响。很多曾经被国家劳动市场所排挤的女性现在通过市场创业挣得比政府雇佣的男性多。私人财富是很多家庭得以生存的源头，也导致了大规模的贪污腐败。一些女性的财富带来了罚款，贿赂，和一些男性的怨恨。社会阶层（songbun）在北韓社会层级的最顶端和最底端仍然是很重要的。

#### 迁移和居住
- 政府创建了一个经济和实质上都被严格划分的社会： 一个社会经济上和实体上都被严格隔离的社会。在这个社会中，被认为政治上忠于领导的人可在有利的地方生活和工作，而被认为政治上可疑者的家庭则被流放到边缘化地区。国家更会将被认为犯有严重罪行或政治错误者的全家彻底驱逐首都。[15]

- 南北家庭重聚：南北家庭重聚：朝鲜政府为防止与在大韩民国的家庭成员联系和交流设置严重障碍。调查委员会说这些政策不仅武断，而且残忍和非人道。[15]

- 境内和国际出行：政府不允许公民在无官方批准的情况下暂时离开他们所处的省份。另外，普通公民几乎没有可能出国旅行。这项政策严重隔离了公民, 使他们不能相互和与外界联系。中国逮捕并且强制遣返北韓公民（此举也违反了遵守国际难民和人权法的不驱逐义务），这些遣返者则在回到朝鲜时必须经历起诉、拷问、长期任意拘留，甚至是处决。北韓的安全机构对遣送的难民进行拷问（并有时采取虐待的方式）和评定。被视为仅是出境找食物的难民会被送去短期劳动营；被认为想逃往南韩的难民会被送去一般监狱进行再教育；被发现与基督教组织或者南韩安全网络有联系的脱北者则会被送去更严苛的政治监狱。 [15]

- 妇女贩运和儿童暴力：试图逃离北韓的女性极易成为贩卖人口的受害者，更可能被强迫结婚或卖淫。她们在中国所生的孩子不能在中国办理出生登记，并一直处于无国籍和不被保护的状态。被遣返并囚禁的孕妇经常遭遇强制流产（英语：Forced abortion），产下的婴儿也会被杀害。这个行为是出于对朝鲜混血儿的种族歧视。[15]

#### 食物

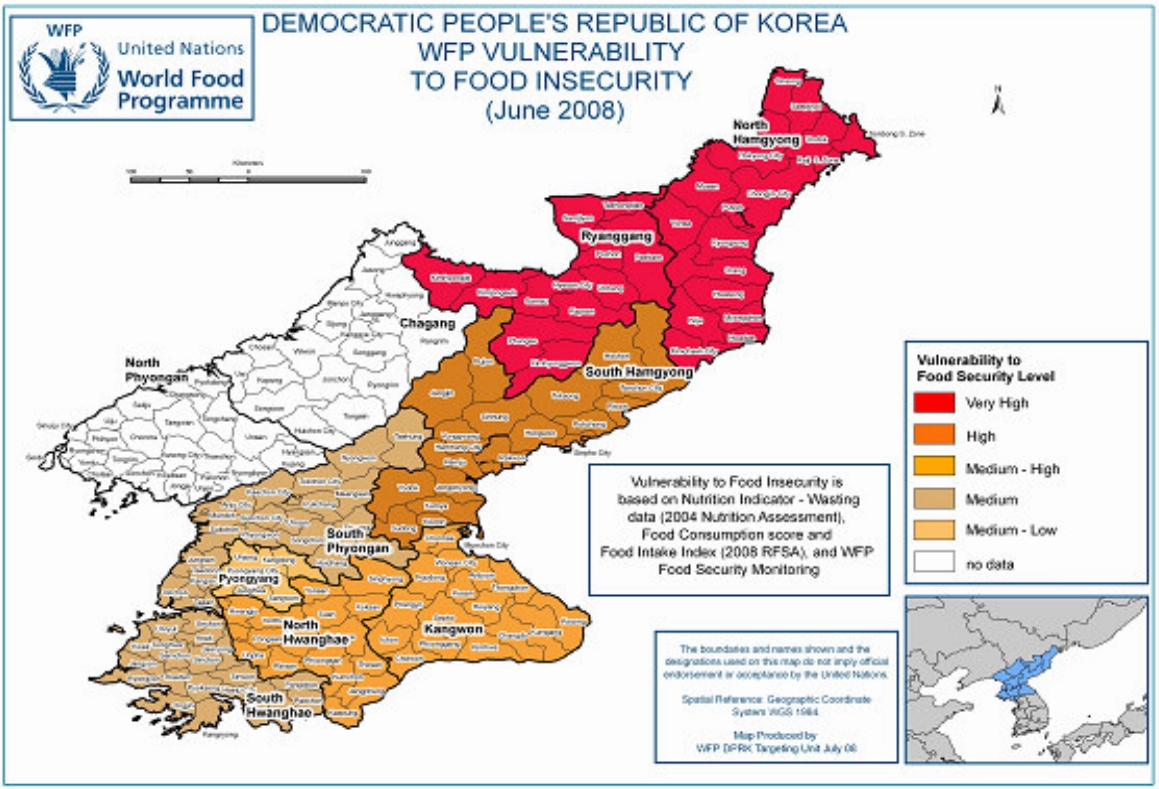
包含在北韓调查委员会报告之中的非合格食物状况

- 食物控制导致饥荒： 这个主体思想政府试图通过完全控制粮食的分配作为控制公民的一种手段。自1980年代后期以来开始出现食物紧缺，导致其人口长期营养不良，饥荒和死亡。许多缺乏营养的儿童生长发育迟缓（英语：Stunted growth），严重影响他们一生的身体和智力发育。政府也选择减少对大片地区的食物供应，在让那些地区居民遭遇饥荒的基础上，将更多食物分发给高级社会阶层人民。[15]

- 结构障碍：结构障碍：政府的结构劣势导致当政党无法采取最有利的经济政策。这些结构劣势包括缺乏透明性、问责性、民主机构，以及对言论、信息和结群自由的限制。政府规避了经济和农业的结构性改革，以防失去对民众的控制。即使没有能力给人民提供足够的食物，政府仍阻止人民寻找应对办法，尤其是为寻找食物或进行贸易或在非正式市场工作而奔走于国内外的办法。 在饥荒时期，思想教化被政府用来维持政权，结果是使饥荒严重恶化。结构问题和政策仍然存在，而这些法律和政策可能导致再次出现大规模饥荒。[15]

- 1990年代饥荒时妨碍外界的人道救援：在最严重的大饥荒时期，政府通过施加并非出于人道考虑的条件来阻挠提供食物援助。政府隐瞒关于救援的消息也阻止了民众在濒临瘫痪的公共分配制度之外寻找替代办法。同时，政府还拖延了国际援助，如果能早些提供，本可以挽救许多生命。[15]

- 饥荒持续到2000年后：1990年代饥荒后，食物和基本供应持续处于短缺的状态。政府禁止个体通过市场的运作方式获取食物资源。政府采取的措施包括了一次失败的用于打击私人企业和恢复中央计划经济体系的货币改革。此举最终导致许多家庭存款尽失，并且导致了新一轮的饥荒。同时，这个公共分配制度未能成功将补给恢复到1990年代之前的水准。通货膨胀极速上升，使得食物更加昂贵；20年间，大米的价格上涨了500倍。定期的洪灾减少了庄稼收成，给失败的政府政策雪上加霜。饥荒导致的死亡人数从2000年开始似乎有所减少，但仍不定期突然上涨。调查委员会指出，世界糧食計劃署和世界卫生组织等机构报告显示大批民众持续遭受严重的食物匮乏；36%－40%左右的人口营养不良，儿童发展迟缓也十分普遍。[15]

#### 肆意拘留、酷刑、处决和政治监狱
- 酷刑是包括国家安全部（SSD）和人民安全部（MPS）在内的政府机构建立的象征性审讯手段。嫌疑人被长期地、系统地羞辱、威胁和折磨。在SSD的审讯中心，嫌疑人受到极端残忍和不人道的对待。SSD是帮助镇压“反政府和反人民的罪行”的主要机构。[15]许多嫌疑人由于艰辛的生活环境，酷刑，挨饿或疾病而在讯问拘留中心死亡。

- 在嫌疑人“承认”自己的政治罪状之后，SSD往往绕过司法程序，直接把嫌疑人送去政治监狱。MPS则相反；严重的罪状需要经过司法审判，而程度较轻的犯罪则可以省去法院程序。[15]
- 政治犯：送往政治监狱是北韓对个人最严苛的长期惩罚，并被用来移除对国家犯下不可饶恕罪状的个人或家庭。这些囚犯不再被视为具有任何权利的公民。被指控从事严重政治犯罪活动的人会在不经审判或无司法命令的情况下被“失踪”在政治监狱集中营（kwanliso）里。如果没有被立刻处决，他们会在那里被监禁起来, 被切断与外界的联系。 这些囚犯的家属也不会知道他们的命运。政府目的是用这个系统在民众中制造恐怖气氛。囚犯则因为故意使之挨饿、强迫劳动、处决、酷刑、强奸和剥夺生育权而被逐渐消灭。委员会预计在过去的五十年中，已有成千上万的政治犯遭遇了类似于独裁政府在二十世纪所制造的恐怖集中营后消失。有8～12万人仍被监禁。北韓拒绝当局承认集中营的存在。[15]

- 普通监狱：普通监狱集中营也被称为再教育营，被用来关押政府认为可以被教育后返回社会的人民。这些监狱关押者包括普通罪犯，但是也有一些政治罪犯。大多数的囚犯是在没有经过司法程序和公正审判就被关押监禁的受害者。守卫和同监犯人施加的酷刑、强奸、过度强迫劳动和其他任意的残忍行为是普遍的，而且不受惩罚。这里的囚犯仍保留公民身份，且享有部分权力。他们的监禁一般不是无期，并且可以接受亲人探监。[15]
- 处决：国家政策规定相关部门可经审判或不经审判执行处决。处决通常是在中心地带公开执行处决，而当地人是会被要求出席。几乎每个朝鲜公民都曾经见证过处决。 1990年代的饥荒时期，很多受害者因为犯下偷粮食之类的经济犯罪而被处决。做为警告，被处决者的尸体会被遗弃在处决地一段时间。饥荒时期，北韓政府实施的肆意惩罚屡见不鲜。2000年开始，社会环境相对改善，政府压迫有所减轻，处决案例减少。政治和普通监狱的囚犯最易收到秘密处决的处置。最近的处决案例包括持有政治意图的公民、保住他人脱北的公民，以及走私外国媒体文件的公民。[15]

- 变化—减少牵连受罚：过去常有的情况是，如果一个近亲（包括祖辈，直至第三代）犯了政治罪，当局会根据罪恶关联原则将其全家关进政治监狱集中营。这种情况现在仍有发生，但似乎不像过去几十年那么频繁。[15]

#### 外国公民的绑架和强迫失踪
- 战俘：在朝鲜战争之前，因为一些地主、知识分子和宗教徒基于恐惧逃离北韓，北韓政府严重缺少人口和劳动力。战争期间，更多人因伤亡失去生命。北韓政府试图通过从南韩绑架96,000名公民补充自己的劳动力。《朝鲜停战协议》要求双方协助市民回归故乡。北韓却留下了大多数受绑架者，给予他们低的社会阶层（songbun），强迫他们在最艰苦的环境下劳作，并且强迫他们永久和南韩的家人断绝关系。[15]

- 拒绝遣送朝鲜战争时的战俘回国：停战协议过后，至少有50,000名来自大韩民国的战俘在停战协议过后没有被遣返（英语：Korean War POWs detained in North Korea），至少有500名可能还活到2014年。协议双方同意遣返战俘，但是北韓通过伪造数据留下了大部分战俘。这些战俘被用于强迫劳动，尤其在煤矿工作。危险时间比如爆炸、坍塌和机械事故经常导致工人的残废和死亡。[15]

- 1955－1992: 战后对大韩民国公民的绑架和强迫失踪：自朝鲜战争开始，约3,835名大韩民国公民被北韓绑架。大部分在一年半内被送回大韩民国，但有516名仍然处于失踪状态。被绑架者被选中作为间谍，或者被洗脑后留在工厂工作。此类绑架常通过渔船进行， 也可以通过劫持飞机的其他手段进行 。[15]
- 大韩民国将此类绑架视为政治事件而非人道主义危机，故不愿意和北韓就此事进行谈判。在大韩民国独裁统治时期（1963-1988），绑架受害者的亲属被视为逃兵，并遭受监视、歧视，以及酷刑。大韩民国的民主改革使得这些公民的道德和经济补偿得以实现。[15]

- 1959–1984：北韓自愿移民者的强迫失踪：93,340（大多数为朝鲜族）的外国居民（大多在日本）受到“人间天堂”或“重返天堂”等宣传行动的影响，决定移民去北韓。到达后，他们见识到残酷的真相。他们对于住所、工作、饮食和社交毫无掌控权，并且遭受严格检视和被给予低贱的社会阶层。他们通过秘密信件警告仍在日本的亲属不要移民去北韓。[15]

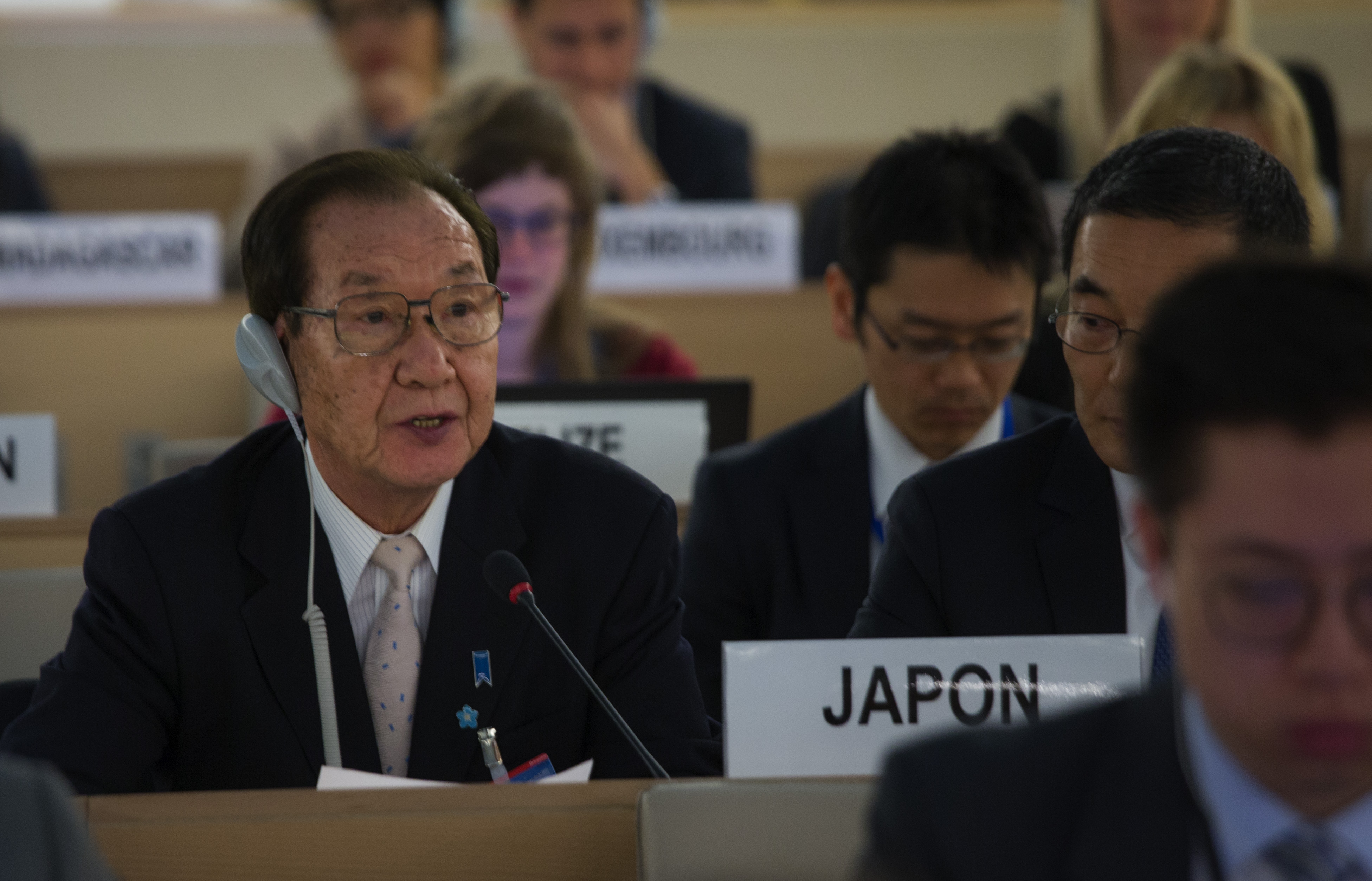
北韓绑架受害者家庭成员协会主席饭冢繁雄向联合国证实。

- 1970－1980年代：绑架日本和他国公民：几十乃至上百个日本和别国公民疑被北韓政府绑架。北韓政府已经承认绑架了14个人并且送回了5个。绑架经常通过伪装的渔船进行。被绑架者受迫协助间谍和恐怖主义活动，比如为稍后给恐怖分子提供语言训练，协助他们稍后炸毁客机。也有些绑架意在给他人（通常是其它被绑架者）提供妻子。为了防止生下混血后代而玷污朝鲜族的纯正血统，政府是不会提供朝鲜族妻子。[15]

- 1990年代至今（2014）：从中国绑架：做为1990年代大规模北韓公民移民中国的应对措施，北韓国家安全局的特务在中国开展有组织的绑架活动。受害者包括可能给外国人泄露敏感信息的脱北者，以及帮助脱北者的中国和大韩民国的公民。[15]

### 反人道罪行
报告指出北韓的反人道罪行“在当代社会没有可以与之相比的例子，”并且是“政府最高机关实施政策的直接产物。” 
这份是联合国第一份判定北韓实施反人道罪行的报告。说起这些罪行的时候，调查委员会主席说：“与其它独裁政府和压迫政策不同，现在世界不能说’如果我们早点知道的话。’ 现在，这个世界确实知道。问题是这世界是否会高效应对并且采取必要行动。” 

#### 灭绝行为
调查委员会报告指出，在过去五十多年间，有几十万囚犯在政治监狱和其它地方被杀害。三代人中，整组人，包括有孩子的家庭，曾因为他们的身份而非他们的行为举止，死在监狱里。
委员会声明，北韓蓄意通过恶劣条件导致大批人死亡并消灭整个阶层人民的行为可被视为种族灭绝。
然而，当下，国际法灭绝种族罪的定义并不包括仅基于政治倾向的大批谋杀。所以，委员会决定将重心放在反人道主义行为上，强调这些行为不仅需要当事政府负责，还需要整个国际社会采取措施保护北韓民众。

#### 问责
禁止犯下反人类罪是国际习惯法里强制规范（规范法）的一部分。所以在北韓犯下反人类罪的个人应该对其行为负责，即便北韓还未将反人类罪归入它的国内刑事法以及不隶属《国际刑事法院罗马规约》约束。虽然是接受上级指令犯下罪行，执行者也不能免责。委员会报告指认出应承担罪责的个人和机关制度，其中包括最高领导人、国家安全局、人民安全部、法官和检察院办公室、朝鲜人民军、朝鲜劳动党和国防委员会。
调查委员会建议国际社会立刻行动，并强调了三个主要选项：
1. 安理会可将情况反映给国际刑事法庭
2. 安理会可成立一个特设国际法庭（如南斯拉夫和卢旺达的特设法庭）
3. 若联合国安理会未能成功通过决案，则大会可利用它在（除其它外）“联合一致共策和平”中的权利，成立一个法庭。

## 方法与挑战

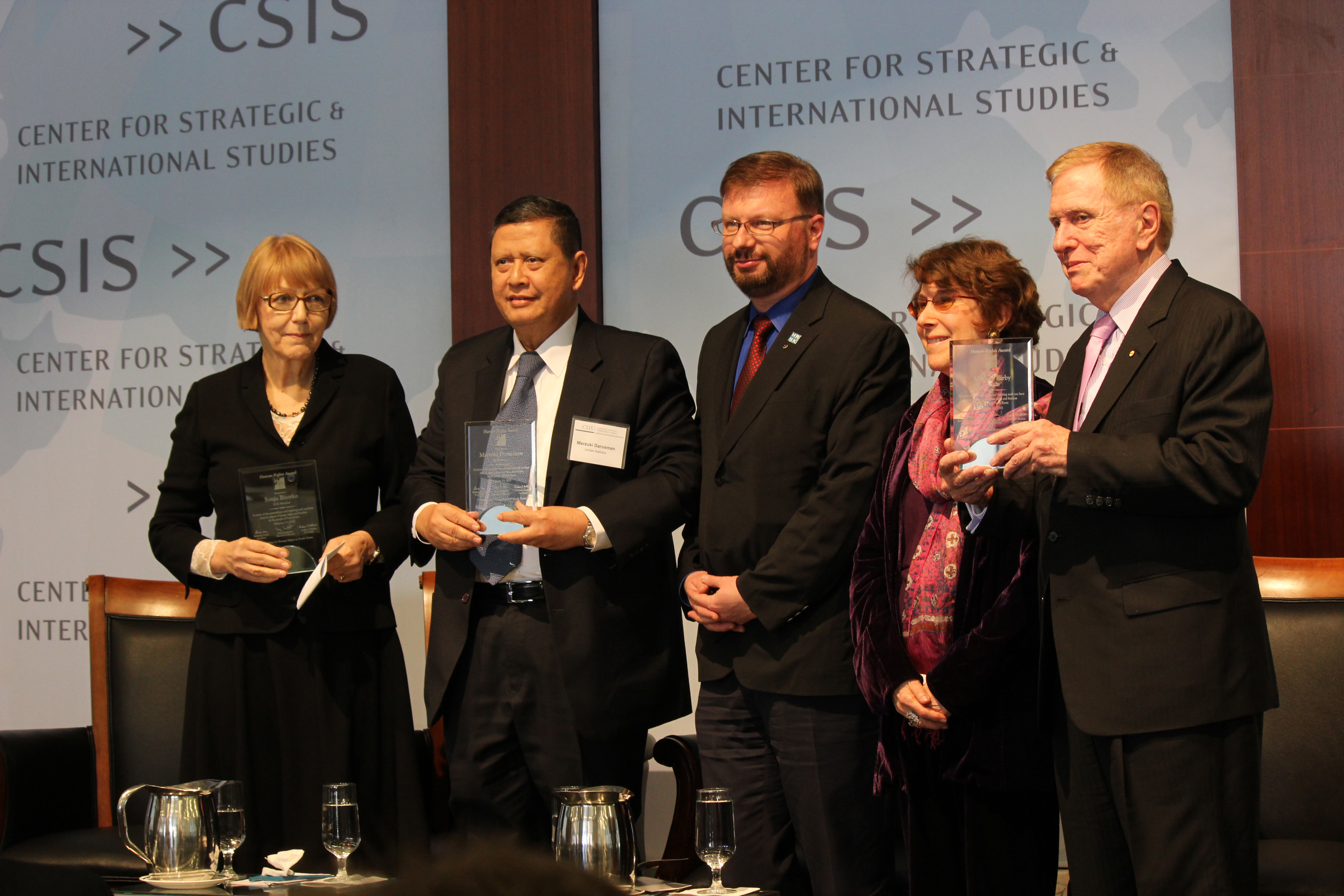
三位联合国调查委员会官员接受由朝鲜人权委员会的共同主席罗伯塔科恩以及行政董事斯克尔勒托尤授予的人权奖杯。

通过第一手证人和受害者提供的资料，专家组进行了为期数月的调查。八十名脱北者、难民、和被绑架者进行了公开指证，  更有240多人接受了秘密采访，目的是保护他们或他们的家人免受北韓的报复。在首尔，东京，曼谷，伦敦和华盛顿特区等地通过视频会议和电话进行访问。   联合国、非政府组织、政府机构、研究机构，和学者所提供的大量报告和撰写材料被用于背景和佐证。前苏联成员国发表的一些官方文件（包括苏联的档案记录），同时有从中国和北韓泄露的资料也进入了组委会的调查。 组委会同时依靠商业卫星获取监狱照片和秘密记录的视频和照片资料确认真实性。 
委员会在其报告中指出多数与其合作的受害者和目击证人对北韓政府提出了不利的言论。为确保公正，委员会多次邀请北韓政府提供信息，但均遭到拒绝。   在没有北韓政府提供的直接资料的情况下，委员会审查了之前由北韓官方提供的文件。  此份报告也指出，中国领导人拒绝让委员会访问与北韓接壤的省份并从一开始就反对委员会的调查。委员会曾致信中国政府，称北韓政府犯下了“协助和教唆危害人类罪”。
事实的确定是基于“合理根据”的证据标准，所有事实都被至少一个可信的信息来源所独立证实。
委员会主要依靠该国作为缔约国自愿承担的法律义务，其中包括：公民及政治权利国际公约；经济，社会及文化权利国际公约；儿童权利公约和消除对妇女一切形式歧视公约。委员会同时采用其他国际法和习惯法，包括国际人道法。

## 当局回应

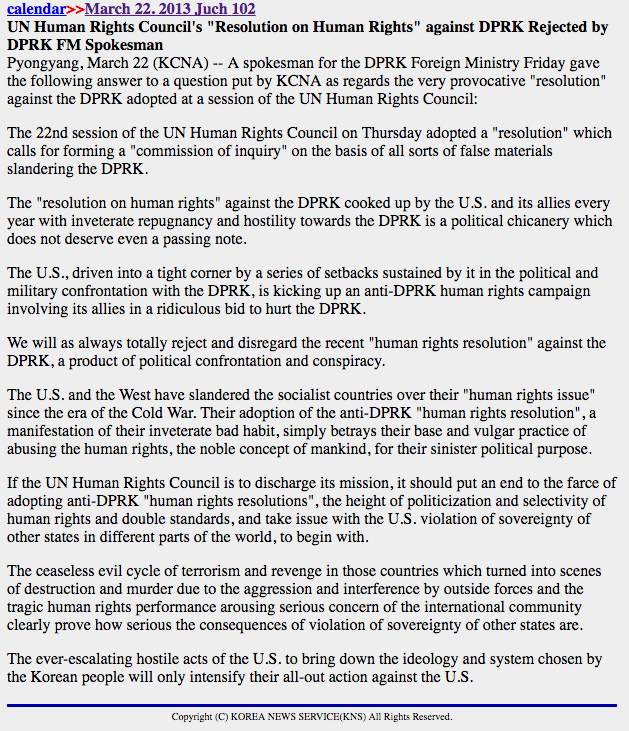
朝鲜中央通讯社 发布新文章投诉联合国调查委员会

在通过人权理事会第22/13号决议后，平壤当局公开指出将“完全拒绝和无视”该决议，其被认为是“政治对抗和阴谋的产物”。    委员会成立之后，朝鲜驻联合国大使徐世平立即谴责委员会是“为服务于敌对势力而破坏朝鲜民主主义人民共和国形象的工具”，并否认他的国家存在任何侵犯人权的行为。
专家小组提交了一些寻求与平壤合作的要求。委员会邀请政府审查其工作，分享信息，并提供支持其保护人权的证据。 其中一个要求包括致信国家元首金正恩。  但所有要求均被拒绝或没有得到答复。  北朝鲜的全面拒绝也包括拒绝报告员进入该国。 

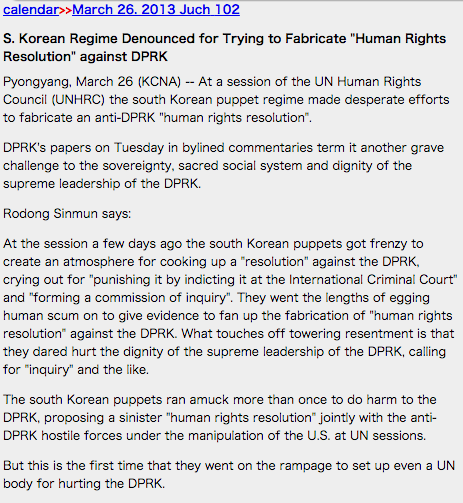
另外一份朝鲜中央通讯社 投诉联合国调查委员会的报告

在整个过程中，朝鲜官员驳斥了委员会，描述它和它的调查结果为“美帝和其敌对势力的政治阴谋”，并称参与指证的目击证人是罪犯    和“人渣”。  北韓宣称专家组引用的证据是“编造和发明的”，并将委员会驳斥为“缔造冲突和猜疑的温床”。   
官员指出，朝鲜没有“监狱营”但是有“拘留中心”，在那里人们通过看待他们的不法行为提高思想觉悟。”官员同时声称他们正处在一个“过渡社会”  ，因此“会有一些问题存在，例如在经济和其他领域，我们可能需要建立更多的房屋和社会设施为人民提供更好的居住环境。”  
在专家小组发布报告数月后，平壤当局发表了自己的人权自评报告。     这五章报告由朝鲜民主主义人民共和国人权研究会编写，旨在“揭露不顾一切反朝鲜人权的虚假和反动的本质和消除偏见误解”。  这篇报告指出朝鲜人民享有人权，包括言论，宗教自由和免除奴役和酷刑的保护。   
报告并没有提及向目击证人所指的罪犯集中营，并同时发表自己对美国和南朝鲜人权状况的分析，从而反驳了调查委员会的指责。
在发布COI报告不久，平壤方面所受的压力骤增。联合国大会考虑通过一项威胁要将朝鲜领导人送到国际法庭的决议。此外，一些政府也释放了他们正在重新评估与该国关系的信号，并减少了对他们的援助。  
这个压力在2014年中后期导致北韓改变其立场，其外交部长15年来首次前往联合国大会。他宣称北韓政府愿意与“不敌对国家进行人权对话”。此外，随着COI报告的发表，在2014年5月，在第二次普遍定期审议对北韓人权的报告中， 北韓（在联合国设定的截止日期三年后）详细回复了167个在第一次审议中所提出的建议。政府改变了其完全拒绝对其人权外部批评的态度，接受了大部分建议，并声称正在执行。  不久之后，第二次普遍定期审议期间，发表了针对北韓人权的268条意见。北韓再次接受了其中一些建议。然而，在两次改变立场的情况下，均没有考虑或纠正最严重的违法行为，包括那些已经被COI认定为足以“构成反人类罪”的行为。  
尽管当局声称已经进步并且情况有所改善，但在2014年6月，特别报告员达鲁斯曼指出政府并没有执行任何决议中建议。 
在2014年12月联合国大会将委员会调查结果提交给安理会后，平壤宣布放弃与联合国人权组织任何进一步的合作。

## 相关报道
联合国人权理事会在2014年延长了特别报告员的任命。投票允许达鲁斯曼继续上次留下的任务。;它还呼吁人权事务高级专员办事处在该国建立一个“实地存在”，通过指派长期工作人员来监视人权发展。  该办事处于2015年6月23日建立。     北韓方面以威胁伤害处在首尔办公室的联合国员工的方式作出反应。 
2015年1月，一位愿意发声的著名脱北者，申东赫反驳了他在回忆书中关键的部分，使他成为北韓最著名的北韓酷刑和其他侵权行为的象征。他的撤回来自于北韓脱北者者的压力和大韩民国新闻媒体对于他背景身份怀疑的压力。    联合国和人权倡导者认为报告依然是可信的，即使没有申东赫的证言，也有来自于与其他数百名脱北者和来自北韓人权专家的采访。 ; 2013年，在申东赫改变其言论之前，纽约时报指出申的描述是戏剧性的，但是并不新奇；多年来，来自北韓的脱北者，包括一些像申先生一样监狱营的幸存者已经讲过类似的故事。
在2016年，英国学者，哈兹尔史密斯，将这份描述北韓为持续饥饿的报告是“不正确的”。她指出，自从20世纪90年代以来情况已经得到的极大的改善，并且在世界范围内远非独特。

## 後續
這份報告出版後旋即惹來世界關注北韓人權狀況，更觸發博茨瓦納於報告公開後宣佈與朝鮮斷交並撤銷對其之外交承認。

## 联合国文件
委员会报告

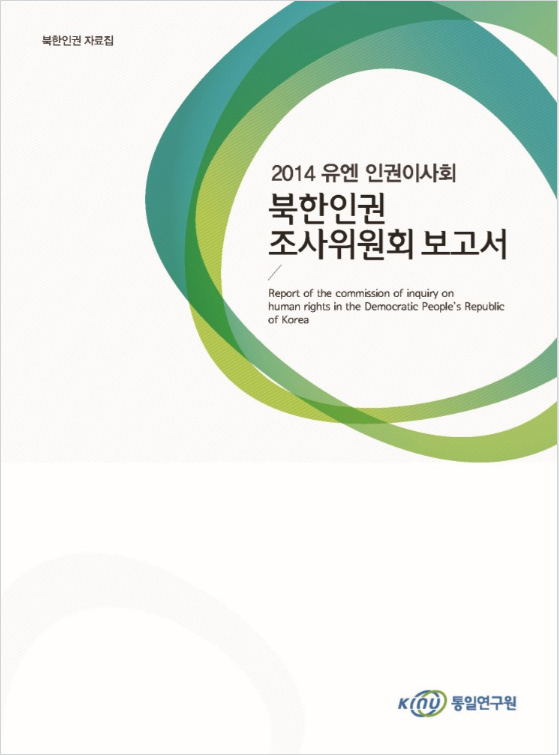
韩文报告封面

联合国委员会发布了两份不同长短的报告，其中一份36页，另外一份372页。
- 人权理事会第二十五届会议概要.  (报告). 2014-02-07. （原始内容存档于2017-08-23）.

- 人权理事会第二十五届会议概要.  (报告). 2014-02-07. （原始内容存档于2021-02-15）.

相关决议
- 联合国人权理事会第二十二届会议决议22/13第48项.  (报告). 2013-03-21. （原始内容存档于2021-02-15）. 人权理事会建立一年期限内的调查委员会

- 联合国人权理事会第二十五届会议.  (报告). 2013-03-26. （原始内容存档于2018-11-17）. 建议联合国大会向安理会提交调查委员会报告，其中包含将其报告提交给国际法院的提议

- 联合国大会第六十九届会议188决议.  (报告). 2014-12-18. （原始内容存档于2021-01-23）. 联合国大会要求安理会参考调查委员会的建议，其包含国际法庭的推荐

安理会会议
- 联合国安理会第七千五百三十五届会议.  (报告). 2014-12-22. （原始内容存档于2017-02-10）.

- 联合国安理会第七千五百五十五届会议.  (报告). 2015-12-10. （原始内容存档于2017-02-10）.